# 11007 Granahan
11007 Granahan eller 1980 VA3 är en asteroid i huvudbältet som upptäcktes den 1 november 1980 av den amerikanska astronomen Schelte J. Bus vid Palomar-observatoriet. Den är uppkallad efter den amerikanske geofysikern James C. Granahan.
Asteroiden har en diameter på ungefär 4 kilometer.